# Billy Elliot, the Musical
Billy Elliot, the Musical est une comédie musicale composée par Elton John et écrite par Lee Hall, basée sur le film Billy Elliot réalisé par Stephen Daldry en 2000. La première a eu lieu en mars 2005 au Victoria Palace Theatre à Londres, et dont la dernière représentation a lieu le 9 avril 2016. Elle fut mise en scène par Stephen Daldry, et Peter Darling pour la chorégraphie, tout comme dans le film. Le scénario de Hall a été inspiré partiellement par l'œuvre de A. J. Cronin, Sous le regard des étoiles, et la chanson préliminaire du musical est un hommage.
la comédie musicale fut reproduite à Sydney, en Australie au Sydney's Capitol Theatre à partir du 13 novembre 2007 et à Broadway, à l'Imperial Theatre de New York à partir du 13 novembre 2008.

## Histoire
L'histoire se passe dans le comté de Durham en Angleterre, lors des grèves de mineurs de 1984 et 1985 à la suite des réformes proposées par Margaret Thatcher. Billy, un jeune garçon âgé de 11 ans, s'entraîne à boxer, comme le veut son père. Un jour, il s'attarde dans le gymnase après son cours de boxe et participe à un cours de danse classique sous la houlette de Miss Wilkinson. Par la suite, il cesse d'assister aux cours de boxe pour lesquels il n'a aucun goût et devient le seul garçon du cours de danse en cachette de son père. Pensant qu'il a du talent, Miss Wilkinson l'encourage à auditionner à la Royal Ballet School de Londres contre l'avis de sa famille.

## Controverses
La comédie devait être jouée à l'opéra de Budapest en 2018, mais elle est accusée de faire de la propagande homosexuelle. Les critiques homophobes, en partie du journal Magyar Idők, proche du gouvernement ultraconservateur de Viktor Orbán, ont fait chuter la vente de billets et le directeur de l'institution a décidé d'annuler la représentation.

## Scènes de la comédie musicale
1. Acte 1

- The Stars Look Down (Sous le regard des étoiles)
- Shine (Brille)
- Grandma's Song (Chanson de Nana)
- Expressing Yourself (Exprime-toi !)
- The Letter (La lettre)
- Born to Boogie (né pour le boogie)
- Angry Dance (Énervé)

1. Acte 2

- Merry Christmas Maggie Thatcher (Joyeux Noël Maggie Thatcher)
- Deep Into The Ground (Ancré dans le sol)
- Swan Lake (Le lac des cygnes)
- He Could Be a Star (Il pourrait être une étoile)
- Electricity (Électricité)
- Once We Were Kings (Nous étions des rois)
- The Letter Reprise (La lettre - reprise)
- Finale (Final)

## Casting
1. Billy

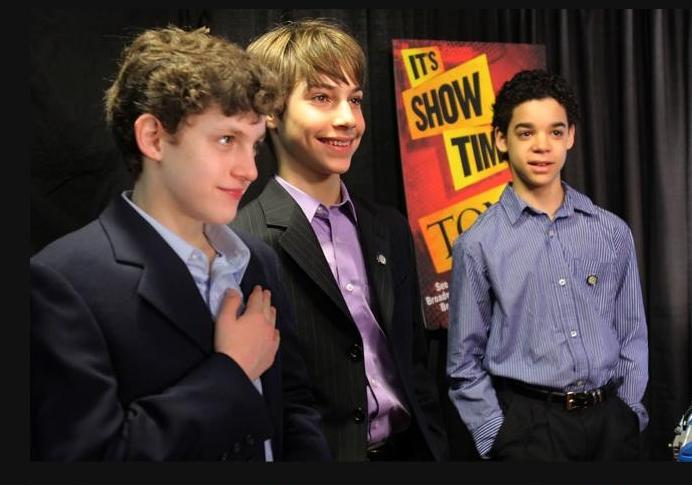
Trent Kowalik, Kiril Kulish et David Álvarez, qui ont tous les trois joué le rôle de Billy.

- les 3 originaux : Liam Mower, George Maguire, James Lomas
- les anciens : Matthew Koon, Colin Bates, Leon Cooke, Travis Yates, Dean McCarthy, Oliver Taylor, Sam Angell, Corey Snide, Trent Kowalik, Layton Williams, Joshua Fedrick, Hogan Fulton, Tom Holland, Elliott Hanna
- les actuels : Fox Jackson-Keen, Ollie Gardner, Brad Wilson, Bradley Perret

1. Michael

- les 3 originaux : Brad Kavanagh, Ashley Lloyd, Ryan Longbottom
- les anciens : Joey Phillips, Shaun Malone, Jonathon Bowyer, Daniel Fitzsimmons, Tom Holland
- les actuels : Connor Doyle, Jake Pratt, George Maycock